# کوری هایم
کوری ایان هایم (انگلیسی: Corey Haim؛ ۲۳ دسامبر ۱۹۷۱ – ۱۰ مارس ۲۰۱۰) یک بازیگر سینما، هنرپیشه، و تهیه‌کننده اهل کانادا بود. وی بین سال‌های ۱۹۸۲ تا ۲۰۱۰ میلادی فعالیت می‌کرد.
از فیلم‌ها یا برنامه‌های تلویزیونی که وی در آن نقش داشته است می‌توان به عشق مورفی، بچه دو صفر، رؤیای یک رؤیای کوچک، دعا برای رولربویز، گواهی‌نامه رانندگی، ستایشگر پنهانی و هر چیزی برای عشق اشاره کرد. کوری هایم در سن ۳۸ سالگی بر اثر ابتلا به ذات الریه ناشی از آنفلوانزا درگذشت. گزارش پزشکی قانونی به اشتباه علت مرگ کوری را اوردوز ناشی از سوء مصرف دارو ذکر کرده بود.